# Habero Subregion
Habero Subregion är ett distrikt i Eritrea.   Det ligger i regionen Ansebaregionen, i den norra delen av landet, 120 km nordväst om huvudstaden Asmara.